# Поморцево (Кемеровская область)
Помо́рцево — село в Беловском районе Кемеровской области. Входит в состав Евтинского сельского поселения.

## География
Центральная часть населённого пункта расположена на высоте 192 метров над уровнем моря.

## Население
По данным Всероссийской переписи населения 2010 года, в селе Поморцево проживает 517 человек (240 мужчин, 277 женщин).